# Daebak
Daebak (대박?, 大撲?, lett. "Bel colpo"; titolo internazionale Jackpot, conosciuta anche come The Royal Gambler) è una serie televisiva sudcoreana trasmessa su SBS dal 28 marzo al 14 giugno 2016.

## Trama
Il principe Dae-gil è costretto a vivere come uomo comune e usa le sue capacità di scommettitore per vendicarsi di re Yeongjo: il primo mette in gioco la propria vita, il secondo l'intero regno di Joseon. Intanto, anche la giovane Dam-seo medita vendetta contro il sovrano.

## Personaggi
- Baek Dae-gil, interpretato da Jang Geun-suk
- Yeon Ying-gun (re Yeongjo), interpretato da Yeo Jin-goo
- Lee In-jwa, interpretato da Jun Kwang-ryul
- Re Sukjong, interpretato da Choi Min-soo
- Suk-bin Choe, interpretata da Yoon Jin-seo
- Dam-seo, interpretata da Lim Ji-yeon
- Yoon (re Gyeongjong), interpretato da Hyun Woo

### Personaggi secondari
- Nam Dokkebi, interpretato da Im Hyun-sik
- Kim Che-gun, interpretato da Ahn Gil-kang
- Kim Yi-soo, interpretato da Song Jong-ho
- Moo-myung, interpretato da Ji Il-joo
- Hwang Jin-gi, interpretato da Han Jung-soo
- Sa-woon, interpretato da Han Ki-woong
- Sa-mo, interpretato da Han Ki-won
- Jang Ok-jung, interpretata da Oh Yeon-ah
- Hong-mae, interpretata da Yoon Ji-hye
- Baek Man-geum, interpretato da Lee Moon-sik
- Hwanggoo Yeomeon, interpretata da Jeon Soo-jin
- Daegari, interpretato da Kim Yoo-chul
- Gamoolchi, interpretato da Jun Jae-hyung
- Jang Hee-jae, interpretato da Baek Seung-hyeon
- Sang-gil, interpretato da Heo Tae-hee
- Hwa-jin, interpretata da Lee Ga-hyun
- Jo Tae-gu, interpretato da Cha Soon-bae
- Choi Seok-hang, interpretato da Na Jae-woong
- Gye Sul-im, interpretata da Kim Ga-eun
- Gaejakdoo di Hwanghae-do, interpretato da Kim Sung-oh
- Yeon-hwa, interpretata da Hong Ah-reum

## Ascolti
| Episodio | Data di trasmissione | Dati TNMS           | Dati TNMS                  | Dati AGB            | Dati AGB                   |
| Episodio | Data di trasmissione | A livello nazionale | Area metropolitana di Seul | A livello nazionale | Area metropolitana di Seul |
| -------- | -------------------- | ------------------- | -------------------------- | ------------------- | -------------------------- |
| 1        | 28 marzo 2016        | 9,5%                | 11,1%                      | 11,8%               | 13,0%                      |
| 2        | 29 marzo 2016        | 9,9%                | 11,0%                      | 12,2%               | 13,7%                      |
| 3        | 4 aprile 2016        | 9,1%                | 10,1%                      | 11,6%               | 12,5%                      |
| 4        | 5 aprile 2016        | 8,9%                | 10,4%                      | 9,5%                | 10,4%                      |
| 5        | 11 aprile 2016       | 8,6%                | 10,4%                      | 9,2%                | 9,8%                       |
| 6        | April 12, 2016       | 8,0%                | 10,2%                      | 8,4%                | 9,3%                       |
| 7        | April 18, 2016       | 8,1%                | 9,3%                       | 9,1%                | 8,9%                       |
| 8        | April 19, 2016       | 7,7%                | 9,2%                       | 8,7%                | 9,1%                       |
| 9        | April 25, 2016       | 8,2%                | 9,5%                       | 8,0%                | 8,5%                       |
| 10       | 26 aprile 2016       | 8,1%                | 9,5%                       | 8,9%                | 9,7%                       |
| 11       | 2 maggio 2016        | 8,3%                | 10,5%                      | 8,9%                | 9,4%                       |
| 12       | 3 maggio 2016        | 8,8%                | 10,8%                      | 9,2%                | 9,8%                       |
| 13       | 9 maggio 2016        | 8,5%                | 9,8%                       | 8,7%                | 9,3%                       |
| 14       | 10 maggio 2016       | 8,6%                | 11,3%                      | 8,4%                | 8,8%                       |
| 15       | 16 maggio 2016       | 8,1%                | 9,4%                       | 8,4%                | 8,3%                       |
| 16       | 17 maggio 2016       | 8,0%                | 8,8%                       | 9,6%                | 10,4%                      |
| 17       | 23 maggio 2016       | 7,5%                | 8,7%                       | 9,5%                | 10,5%                      |
| 18       | 24 maggio 2016       | 7,6%                | 8,6%                       | 8,5%                | 8,8%                       |
| 19       | 30 maggio 2016       | 7,6%                | 9,3%                       | 7,7%                | 7,8%                       |
| 20       | 31 maggio 2016       | 6,8%                | 7,9%                       | 8,1%                | 8,1%                       |
| 21       | 6 giugno 2016        | 8,6%                | 10,2%                      | 10,3%               | 11,4%                      |
| 22       | 7 giugno 2016        | 8,9%                | 10,8%                      | 9,9%                | 10,0%                      |
| 23       | 13 giugno 2016       | 8,6%                | 10,3%                      | 9,2%                | 9,1%                       |
| 24       | 14 giugno 2016       | 9,0%                | 10,6%                      | 10,0%               | 10,2%                      |
| Media    | Media                | 8,38%               | 9,90%                      | 9,33%               | 9,87%                      |

## Colonna sonora
1. Time Stops (시간이 멈추면) – Park Wan-kyu
2. I Miss You (그리워) – Kim Bo-hyung (Spica)
3. I Want To Love You (사랑하고 싶다) – Postmen
4. Same Wish (같은 소원) – Cheon Dan-bi

## Riconoscimenti
| Anno | Premio           | Categoria                                       | Ricevente                   | Risultato       |
| ---- | ---------------- | ----------------------------------------------- | --------------------------- | --------------- |
| 2016 | APAN Star Awards | Top Excellence Award, Actor in a Serial Drama   | Choi Min-soo                | Candidato/a     |
| 2016 | APAN Star Awards | Excellence Award, Actor in a Serial Drama       | Jang Keun-suk               | Candidato/a     |
| 2016 | SBS Drama Awards | Grand Prize (Daesang)                           | Jang Keun-suk               | Candidato/a     |
| 2016 | SBS Drama Awards | Top Excellence Award, Actor in a Serial Drama   | Jang Keun-suk               | Vincitore/trice |
| 2016 | SBS Drama Awards | Top Excellence Award, Actor in a Serial Drama   | Choi Min-soo                | Candidato/a     |
| 2016 | SBS Drama Awards | Top Excellence Award, Actress in a Serial Drama | Yoon Jin-seo                | Candidato/a     |
| 2016 | SBS Drama Awards | Excellence Award, Actor in a Serial Drama       | Yeo Jin-goo                 | Vincitore/trice |
| 2016 | SBS Drama Awards | Best Couple Award                               | Jang Keun-suk e Yeo Jin-goo | Candidato/a     |
| 2016 | SBS Drama Awards | Top 10 Stars Award                              | Jang Keun-suk               | Vincitore/trice |
| 2016 | SBS Drama Awards | Idol Academy Award – Best "Drudge"              | Jang Keun-suk               | Candidato/a     |
| 2016 | SBS Drama Awards | Idol Academy Award – Best Eating                | Jun Kwang-ryul              | Candidato/a     |